# Марк А
Марк А, пуног имена Medium Mark A Whippet је био средњи тенк Британске империје (данашње Уједињено Краљевство) у току Првог светског рата. До краја рата је довршено 200 примерака овог возила.

## Карактеристике
Прототип тенка Марк А је осмислио Сер Вилијам Тритон у новембру 1916. године, како би задовољио потребе одсека за рат за лакшим и бржим тенком с већом могућношћу удруженог деловања уз пешадију од стандардних тешких тенкова. Тритонов лаки строј или “Tritton Chaser” како је био називан, довршен је почетком фебруара 1917. године. Покретала су га два тyлор мотора сваки снаге 45 KS. Сваки је покретао по једну гусеницу. Управљачке осовине су могле бити учвршћене заједно за кретање равно и покретане чиме се омогућило затварање преноса с једног мотора на други како би тенком било могуће скретање. За управљање овако осмишљеним системом била је потребна добра вештина возача.
Тенк назван Медијум марк А, који је ушао у серијску производњу, био је врло сличан концепту Тритон чејсера. За разлику од прототипа, поједностављена је производња тако што се уместо ротирајуће куполе уграђивала фиксирана наоружана са четири Хочкис митраљеза, док је на прототип била уграђена један Луисов митраљез. Резервоар горива је смештен спреда у оклопни резервоар. Максимална дебљина оклопа резервоара је повећана на 14 mm, као и на тешким тенковима Марк. У марту 1918. године Медијум А или „випетс“, како су обично били познати, ушли су први пут у борбу код Колинкампса, где су држали два немачка пешачка батаљона и затварали рупе на првој црти бојног поља. Осам тенкова Марк А је пружао подршку британским снагама између Монса и Маубеге 5. новембра 1918. године и показало се да је то била последња операција ових тенкова у Првом светском рату.
Медијум марк А, као и остали британски тенкови у Првом светском рату, имали су безопружне гусенице, али један тенк је измењен са погонским точковима који су били на лиснатим опругама. Пројекат је водио поручник П. Џонсон у средишњој тенковској радионици, у Француској. Када је у исти тенк касније уграђен 360 KS снажан ролс-ројс игл мотор уместо два тулор мотора, тенк је на тестирању постигао брзину од 48 {\displaystyle {\frac {km}{h}}} (30 {\displaystyle {\frac {mp}{h}}}).